# Granville (Ohio)
Pour les articles homonymes, voir Granville (homonymie).
Granville est un village du comté de Licking, dans l’État de l’Ohio. Lors du recensement de 2010, sa population s’élevait à 5 646 habitants. Sa superficie totale est de 12,20 km2.

## Éducation
Le village abrite l'université Denison.

## Culture
- The Denison Museum

## Crédit d'auteurs
- (en) Cet article est partiellement ou en totalité issu de l’article de Wikipédia en anglais intitulé « Granville, Ohio » (voir la liste des auteurs).